# 유니코드 키릴 문자
유니코드 버전  현재, 키릴 문자는 여러 영역에 인코딩되어 있다:
- 키릴: U+0400–U+04FF, 256자
- 키릴 보충: U+0500–U+052F, 48자
- 키릴 확장-A: U+2DE0–U+2DFF, 32자
- 키릴 확장-B: U+A640–U+A69F, 96자
- 키릴 확장-C: U+1C80–U+1C8F, 11자
- 키릴 확장-D: U+1E030–U+1E08F, 63자
- 음성 확장: U+1D2B, U+1D78, 키릴 문자 2자
- 결합 반쪽 기호: U+FE2E–U+FE2F, 키릴 문자 2자

U+0400–U+045F 범위의 문자는 기본적으로 ISO 8859-5의 문자를 864자리 위로 이동한 것이다. 키릴 문자 영역의 다음 문자들, U+0460–U+0489 범위의 문자들은 역사적인 글자들로, 일부는 여전히 교회 슬라브어에 사용된다. U+048A–U+04FF 범위의 문자들과 전체 키릴 보충 영역 (U+0500–U+052F)은 키릴 문자로 표기되는 다양한 언어들을 위한 추가 문자들이다. 음성 확장 영역에는 두 개의 문자가 있는데, 우랄어 음성 알파벳에서 온 U+1D2B ᴫ cyrillic letter small capital el과 비모음을 전사하기 위한 U+1D78 ᵸ modifier letter cyrillic en이다.
유니코드에는 전합성된 악센트 키릴 문자가 거의 포함되어 있지 않으며, 다른 문자들은 악센트 모음 뒤에 U+0301 ́ 를 추가하여 결합할 수 있다 (예: е́ у́ э́). 아래를 참조한다.
키릴 문자에만 국한되지 않는 여러 발음 구별 기호는 키릴 텍스트와 함께 사용할 수 있으며 다음을 포함한다.
- 결합 발음 구별 기호 영역 U+0300–U+036F.
  - U+0301 ◌́ combining acute accent (일반적인 키릴 강세 기호).
  - U+0300 ◌̀ combining grave accent (불가리아어 강세 기호).
  - U+0303 ◌̃ combining tilde (슬라브어가 아닌 언어에서)
  - U+0304 ◌̄ combining macron (슬라브어가 아닌 언어에서)
  - U+0306 ◌̆ combining breve (й와 함께, 또한 슬라브어가 아닌 언어의 다른 글자들과 함께)
  - U+0307 ◌̇ combining dot above (다른 문자 체계의 음역에서)
  - U+0308 ◌̈ combining diaeresis (슬라브어가 아닌 언어에서)
  - U+030A ◌̊ combining ring above (슬라브어가 아닌 언어에서)
  - U+030B ◌̋ combining double acute accent (슬라브어가 아닌 언어에서)
  - U+030C ◌̌ combining caron (슬라브어가 아닌 언어에서)
  - U+030F ◌̏ combining double grave accent (옛 철자에서 ѷ와 함께)
  - U+0311 ◌̑ combining inverted breve (19세기 알류트 알파벳에서)
  - U+0323 ◌̣ combining dot below (다른 문자 체계의 음역에서)
  - U+0328 ◌̨ combining ogonek (19세기 폴란드 키릴 알파벳, 19세기 리투아니아 키릴 알파벳에서)[1]
  - U+0331 ◌̱ combining macron below (다른 문자 체계의 음역에서)
  - U+033E ◌̾ combining vertical tilde (19세기 폴란드 키릴 알파벳에서)
- 결합 발음 구별 기호 기호 영역 U+20D0–U+20F0
  - U+20DD ◌⃝ combining enclosing circle (키릴 만 단위 기호).

아래 표에서 소문자는 유니코드 번호 순으로 정렬되어 있으며, 대문자는 해당 소문자 바로 앞에 배치되어 있다. 표준 유니코드 이름과 표준 분해가 포함되어 있다.

## 같이 보기
- 키릴 문자 목록
- 키릴 문자
- 키릴 문자를 사용하는 언어